# Microsoft Encarta
Microsoft Encarta var åren 1993–2009 ett digitalt uppslagsverk som till en början (Encarta '95) innehöll till övervägande delen multimedia (ljud, bilder, filmer och animationer), något som revolutionerade branschen för uppslagsverk genom sitt banbrytande sätt att sprida kunskap. På senare år blev både den webbaserade utgåvan och CD- och DVD-utgåvorna uppslagsverk innehållande mer text, såsom Encyclopædia Britannica.
1999 kom Encarta för första gången i en svenskspråkig version – Encarta uppslagsverk 2000. Den senaste (2004) svenskspråkiga utgåvan är Encarta Uppslagsverk 2001.
I mars 2008 förklarade Microsoft att Encarta kommer att läggas ner.
Nedläggningen av Encarta förknippas ofta med Wikipedias framgångar.

### Fotnoter
1. ↑  ”Important Notice: MSN Encarta to be Discontinued”. MSN Encarta. Arkiverad från originalet den 31 oktober 2009. https://www.webcitation.org/5kwblMaEW?url=http://encarta.msn.com/guide_page_FAQ/FAQ.html.
2. ↑  Gralla, Preston (31 mars 2009). ”What Was Encarta? Look It Up on Wikipedia”. PC World. Arkiverad från originalet den 17 oktober 2012. https://web.archive.org/web/20121017083138/http://www.pcworld.com/article/162320/what_was_encarta_look_it_up_on_wikipedia.html. Läst 12 november 2009.
3. ↑  McDougall, Paul (31 mars 2009). ”Microsoft Encarta Is Web 2.0's Latest Victim”. InformationWeek. Arkiverad från originalet den 24 maj 2012. https://archive.today/20120524212617/http://www.informationweek.com/news/internet/web2.0/showArticle.jhtml?articleID=216401974. Läst 12 november 2009.
4. ↑  Alderman, Naomi (7 april 2009). ”Encarta's failure is no tragedy: Wikipedia has succeeded where Microsoft's Encarta failed, and seems to be a reversal of the 'tragedy of the commons'”. London: The Guardian. http://www.guardian.co.uk/technology/2009/apr/07/wikipedia-encarta. Läst 29 april 2010.